# Charles Howson
Charles Howson (18 tháng 7 năm 1896 - 1976) là một cầu thủ bóng đá người Anh thi đấu ở vị trí hậu vệ. Sinh ra ở Wombwell, ông bắt đầu sự nghiệp với Rotherham Town năm 1919, trước khi gia nhập câu lạc bộ quê nhà một năm sau đó. Nhiều câu lạc bộ ở Football League liên lạc với Wombwell để có sự phục vụ của Howson, và mùa hè năm 1922 ông gia nhập câu lạc bộ Football League Third Division North Nelson. Ban đầu thi đấu ở đội dự bị, sau đó ông được gọi lên đội một thi đấu trận sân nhà trước Ashington ngày 7 tháng 10 năm 1922 vì chấn thương của Clement Rigg. Nelson thất bại với tỉ số 1-3 và Nelson Leader mô tả màn trình diễn của ông thật thất vọng. Ông không thi đấu cho Nelson lần nào nữa sau trận đấu đó, và rời câu lạc bộ vào tháng 11 năm 1922 để gia nhập Port Vale thử việcc. Việc thử việc không thành công và ông chuyển đến Mansfield Town với bản hợp đồng vĩnh viễn tháng sau đó. Ông thi đấu cho Mansfield đến cuối mùa giải 1922-23, rời câu lạc bộ và giải nghệ.